# 스프래틀리 군도 분쟁

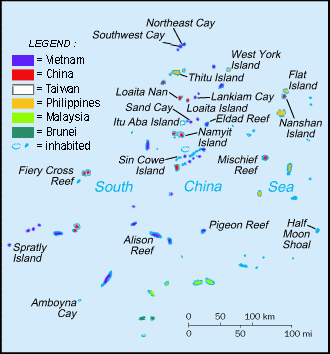
스프래틀리 군도의 국가별 점령 현황

스프래틀리 군도 분쟁( - 群島紛爭, 영어: Spratly Islands dispute)은 남중국해 스프래틀리 군도의 영유권에 대한 논쟁이다. 주로, 중화인민공화국과 중화민국, 말레이시아, 베트남, 필리핀, 브루나이 등 아시아 6개 국가가 서로 다투는 영토 분쟁을 가리킨다.

## 스프래틀리 군도의 역사
스프래틀리 군도는 1930년대에 인도차이나 반도를 식민지화하고 있던 프랑스가 점령하였으며, 태평양 전쟁이 발발하자 일본이 점거하여 해군 기지의 역할을 했다. 일본이 태평양 전쟁에 패망한 이후 중화민국이 1949년 12월에 태평호(太平號)와 중업호(中業號) 등 두척의 구축함을 끌고 이 군도 중 가장 큰 섬인 이투아바섬(太平島 →타이핑섬)을 점령하고, 여러 섬에 경계석을 설치했다. 1950년대 중반부터 베트남, 필리핀, 말레이시아가 영유권을 주장하면서 베트남, 필리핀, 말레이시아, 중화인민공화국, 중화민국이 각각 섬들을 점령하고 브루나이는 배타적 경제 수역 내에 스프래틀리 군도 주변 해역을 포함하는 등 주변 각국이 영유권을 주장하며 수비대를 주둔시키고 있다.

### 2016년 중재 결정
필리핀이 중화인민공화국을 제소한 사건에 대해 2016년 7월 12일, 상설중재재판소는 중화민국(타이완)이 지배중인 이투아바섬을 포함한 9개 섬이 암초나 간조노출지라고 판결했다. 가장 큰 섬도 암초이므로, 스프래틀리 군도의 모든 섬과 스카버러 암초는 영해와 EEZ의 기준이 되지 못함을 뜻한다. 또 중화인민공화국의 인공섬 건설은 불법이라고 규정했다. 중국이 역사적으로 남중국해 수역에서 조업해온 사실은 인정했으나, 다른나라의 어민들도 마찬가지로 해당 수역에서 역사적으로 조업을 해왔다고 결정했다. 이에 따라 구단선을 비롯한 중국의 영유권 주장이 무력화되었다.

## 같이 보기
- 스프래틀리 군도
- 센카쿠 열도 분쟁
- 독도 분쟁
- 쿠릴 열도 분쟁
- 페드라브랑카섬
  - 페드라브랑카섬 분쟁
- 포클랜드 제도
- 가오슝시
- 싼사시